# Ministère des Transports, de l'Infrastructure et des Collectivités du Canada
Le ministère des Transports, de l'Infrastructure et des Collectivités (en anglais : Departement of Transport, Infrastructure and Communities) est, au Canada, le ministère chargé du développement sécuritaire du réseau de transport et des investissements publics dans les infrastructures et les communautés.

## Mission
À travers les activités de Transports Canada, le ministères doit notamment assumer la responsabilité des politiques dans le domaine de la sécurité des transports aérien, maritime, routier et ferroviaire. Il développement aussi des politiques environnementales dans ces domaines.
À travers Infrastructure Canada, le ministère réalise des investissements, forme des partenariats, élabore des politiques, exécute des programmes et favorise la diffusion des connaissances dans le cadre des projets d'infrastructure du gouvernement canadien.

## Liste des ministres des Transports, de l'Infrastructure et des Collectivités du Canada
Liste des ministres des chemins de fer
- 1878-84 : sir Charles Tupper
- 1884-89 : John Henry Pope
- 1889-91 : sir John Alexander MacDonald
- 1891-92 : sir Mackenzie Bowell
- 1892-96 : John Graham Haggart
- 1896 : Joseph Aldéric Ouimet
- 1896 : John Graham Haggart
- 1896-1903 : Andrew George Blair
- 1903-04 : William Stevens Fielding
- 1904-07 : Henry Robert Emmerson
- 1907-11 : George Perry Graham
- 1911-17 : Francis Cochrane
- 1917-21 : John Dowsley Reid
- 1921-23 : William Costello Kennedy
- 1923-26 : George Perry Graham
- 1926 : Charles Avery Dunning
- 1926 : sir Henry Lumley Drayton
- 1926 : William Anderson Black
- 1926-29 : Charles Avery Dunning
- 1929-30 : Thomas Alexander Crerar
- 1930-35 : Robert James Manion
- 1935-36 : Clarence Decatur Howe

Le ministère est attaché à celui de la marine pour former celui du ministère des transports le 2 novembre 1936
Ministres de la marine :
- 1930-35 : Alfred Duranleau
- 1935-36 : Clarence Decatur Howe

Il fusionne ensuite avec le ministère des Transports le 2 novembre 1936.
- 1936-40 : Clarence Decatur Howe
- 1940-42 : Pierre Joseph Arthur Cardin
- 1942 : Clarence Decatur Howe
- 1942-45 : Joseph-Enoïl Michaud
- 1945-54 : Lionel Chevrier
- 1954-57 : George Carlyle Marler
- 1957-60 : George Harris Hees
- 1960-63 : Léon Balcer
- 1963-64 : George McIlraith
- 1964-67 : John Whitney Pickersgill
- 1967-69 : Paul Theodore Hillyer
- 1969 : James Armstrong Richardson
- 1969-72 : Donald Campbell Jamieson
- 1972-75 : Jean Marchand
- 1975-79 : Otto Emil Lang
- 1979-80 : Don Mazankowski
- 1980-82 : Jean-Luc Pépin
- 1982-84 : Lloyd Axworthy
- 1984-85 : Don Mazankowski
- 1984-87 : John Carnell Crosbie
- 1987-89 : Benoît Bouchard
- 1989-90 : Douglas Lewis
- 1990-93 : Jean Corbeil
- 1993-96 : Douglas Young
- 1996-97 : David Anderson
- 1997-2003 : David Collenette
- 2003-04 : Tony Valeri
- 2004-06 : Jean Lapierre

En 2006, il prend le nom de ministre des Transports, de l'Infrastructure et des Collectivités
- 2006-09 : Lawrence Cannon
- 2009- : John Baird

## Sources
(fr) http://www.tc.gc.ca/fra/sujet-ausujetdetic.htm/